# Liste der Nummer-eins-Hits in den Cash Box Charts (1977)
Diese Liste enthält alle Nummer-eins-Hits in den amerikanischen Cash Box Charts im Jahr 1977. Es gab in diesem Jahr 28 Nummer-eins-Singles.
| Singles |
| --- |
| - Marilyn McCoo & Billy Davis Jr.: You Don't Have To Be A Star (To Be In My Show) - 2 Wochen (1. Januar – 14. Januar) - Rose Royce: Car Wash - 2 Wochen (15. Januar – 28. Januar) - Stevie Wonder: I Wish - 1 Woche (29. Januar – 4. Februar) - Manfred Mann’s Earth Band: Blinded By The Light - 1 Woche (5. Februar – 11. Februar) - Mary MacGregor: Torn Between Two Lovers - 3 Wochen (12. Februar – 4. März) - Barbra Streisand: Love Theme From 'A Star Is Born' (Evergreen) - 3 Wochen (5. März – 25. März) - Daryl Hall & John Oates: Rich Girl - 1 Woche (26. März – 1. April, insgesamt 2 Wochen) - ABBA: Dancing Queen - 1 Woche (2. April – 8. April) - Daryl Hall & John Oates: Rich Girl - 1 Woche (9. April – 15. April, insgesamt 2 Wochen) - David Soul: Don't Give Up On Us - 1 Woche (16. April – 22. April) - Eagles: Hotel California - 1 Woche (23. April – 29. April) - Glen Campbell: Southern Nights - 1 Woche (30. April – 6. Mai) - Leo Sayer: When I Need You - 3 Wochen (7. Mai – 27. Mai) - Stevie Wonder: Sir Duke - 1 Woche (28. Mai – 3. Juni) - KC & The Sunshine Band: I'm Your Boogie Man - 1 Woche (4. Juni – 10. Juni) - Fleetwood Mac: Dreams - 1 Woche (11. Juni – 17. Juni) - Marvin Gaye: Got To Give It Up (Part 1) - 1 Woche (18. Juni – 24. Juni) - Bill Conti: Gonna Fly Now (Theme From 'Rocky') - 1 Woche (25. Juni – 1. Juli) - Alan O’Day: Undercover Angel - 1 Woche (2. Juli – 8. Juli) - Shaun Cassidy: Da Doo Ron Ron - 2 Wochen (9. Juli – 22. Juli) - Peter Frampton: I'm In You - 1 Woche (23. Juli – 29. Juli) - Andy Gibb: I Just Want To Be Your Everything - 3 Wochen (30. Juli – 19. August) - Emotions: Best Of My Love - 3 Wochen (20. August – 9. September) - Rita Coolidge: (Your Love Has Lifted Me) Higher and Higher - 1 Woche (10. September – 16. September) - Fleetwood Mac: Don't Stop - 1 Woche (17. September – 23. September) - Meco: Star Wars Theme / Cantina Band - 2 Wochen (24. September – 7. Oktober) - Debby Boone: You Light Up My Life - 8 Wochen (8. Oktober – 2. Dezember) - Crystal Gayle: Don't It Make My Brown Eyes Blue - 2 Wochen (3. Dezember – 16. Dezember) - The Bee Gees: How Deep Is Your Love - 4 Wochen (17. Dezember 1977 – 13. Januar 1978) |